# Mes deux hommes
Pour les articles homonymes, voir Männer.
Pour plus de détails, voir Fiche technique et Distribution.
Mes deux hommes (Männer) est une comédie romantique ouest-allemande réalisée par Doris Dörrie et sorti en 1985.

## Synopsis
Julius Armbrust est un designer d'emballages ambitieux, dans la trentaine. Il trompe sa femme Paula, avec laquelle il a deux enfants, avec l'une de ses secrétaires. Le jour de son douzième anniversaire de mariage, il apprend que Paula le trompe également. Stefan, l'amant de Paula, ne ressemble pas du tout à Julius. Il est artiste indépendant, n'a pas d'argent, pas d'emploi fixe et pas d'objectifs. Pour Julius, c'est un monde qui s'écroule, mais il ne se laisse pas abattre pour autant. Lorsqu'il apprend qu'une chambre est encore libre dans la colocation de Stefan, il fait semblant de se rendre à un congrès et s'installe chez Stefan sous le nom de couverture de « Daniel ». Si Julius est là, c'est pour reconquérir sa femme.
Lorsque Paula rend visite à Stefan dans la colocation, Julius, alors qu'il est trop tard pour s'enfuir, se déguise avec un masque de singe. Julius fait également en sorte, grâce à ce déguisement (dans lequel il perturbe le petit déjeuner de Stefan et Paula prévu comme romantique), que les premiers désaccords apparaissent entre Paula et Stefan. Julius montre à Stefan la vie de luxe, la lui fait aimer de plus en plus et transforme peu à peu le hippie revendiqué et le marginal en un homme à succès. Parallèlement, une amitié se développe entre les deux hommes. Ils regardent le hockey sur glace ensemble, cuisinent ensemble, se disputent, boivent, philosophent sur les femmes, le sexe, les relations. Cependant, Julius ne perd pas de vue son objectif de reconquérir Paula. Grâce à ses relations dans le secteur de la publicité, il aide Stefan à obtenir un poste de directeur artistique dans l'espoir que Stefan n'ait plus assez de temps pour Paula. Le plan fonctionne, Julius et Paula se retrouvent.
Lorsque Julius retourne à son bureau, il apprend que Stefan devient son nouvel associé. Dans la scène finale — qui se déroule dans le paternoster de l'entreprise de Julius — Stefan reconnaît la véritable identité de « Daniel ». Une dernière dispute a lieu, au cours de laquelle les deux hommes finissent par se déshabiller jusqu'aux sous-vêtements. Vêtus uniquement d'un boxer bleu clair (Julius) et d'un string léopard (Stefan), ils sont découverts dans le paternoster par Paula et les collègues horrifiés de Julius, qui se mettent à rire.

## Fiche technique
- Titre français : Mes deux hommes[1]
- Titre original allemand : Männer[2]
- Réalisation : Doris Dörrie
- Scénario : Doris Dörrie
- Photographie : Helge Weindler (de)
- Montage : Raimund Barthelmes (de), Jeanette Magerl
- Musique : Claus Bantzer (de)
- Production : 	Helmut Rasp
- Société de production : Olga Film GmbH
- Pays de production :  Allemagne de l'Ouest
- Langue originale : allemand
- Format : couleurs - 1,66:1 - Son mono - 16 mm
- Durée : 95 minutes
- Genre : comédie romantique
- Dates de sortie :
  - Allemagne de l'Ouest : octobre 1985 (Hofer Filmtage) ; 19 décembre 1985 (sortie nationale)
  - France : 1er avril 1987

## Distribution
- Heiner Lauterbach : Julius Armbrust
- Uwe Ochsenknecht : Stefan Lachner
- Ulrike Kriener : Paula Armbrust
- Janna Marangosoff : Angelika
- Marie-Charlott Schüler : Marita Strass
- Dietmar Bär : Lothar
- Edith Volkmann : Mme Lennert
- Monika Schwarz : Femme au bar
- Sabine Wegener : Juliane Zorn

## Accueil
Cette œuvre est bien accueillie, y compris  à l'international.